# Scambus insidiosus
Scambus insidiosus är en stekelart som först beskrevs av Forster 1888.  Scambus insidiosus ingår i släktet Scambus och familjen brokparasitsteklar. Inga underarter finns listade i Catalogue of Life.